# Bjørn Skogstad
Bjørn Skogstad (Oslo, 1º febbraio 1961) è un ex pilota di rally norvegese, attivo nella categoria del rallycross, dove ha militato nel Campionato europeo rallycross dal 1984 al 1998, vincendolo nel 1988 su Ford Sierra RS500 Cosworth.

## Palmarès
- Campionato europeo rallycross: 1
- 1988 su Ford Sierra RS 500 Cosworth